# Túnel ferroviario Leipzig
El Túnel de la ciudad de Leipzig  es un túnel ferroviario de dos orificios para el centro de la ciudad S-Bahn en Leipzig. Une Leipzig Hauptbahnhof con la estación central de Markt, la estación de Wilhelm-Leuschner-Platz y Leipzig Bayerischer Bahnhof.

La construcción comenzó en julio de 2003. La primera perforación se completó estructuralmente en marzo de 2008, la segunda en octubre de 2008. El túnel y las nuevas vías que lo vinculan con el resto de la red se abrieron al servicio comercial el 15 de diciembre de 2013.

## Construcción

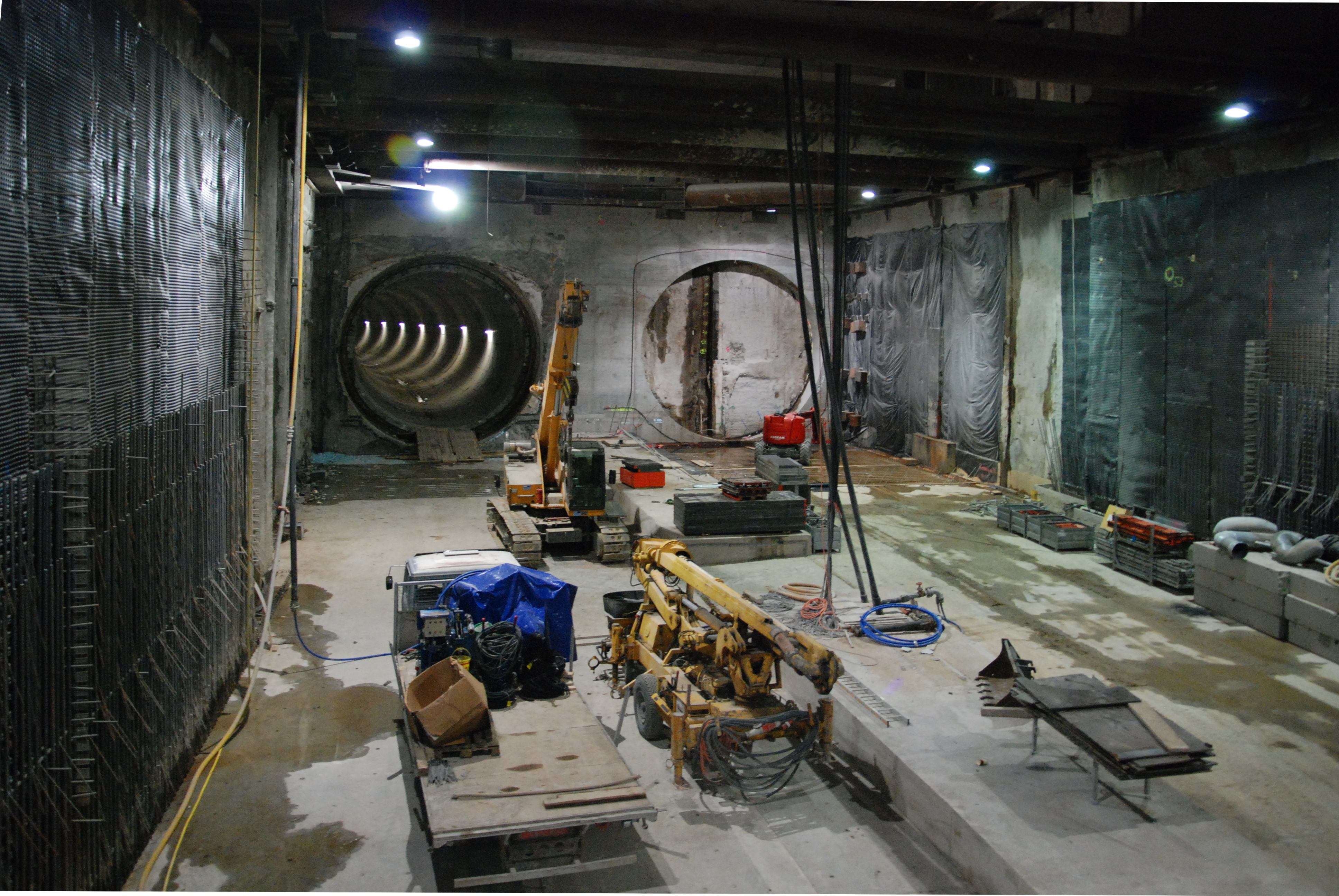
CTL Markt Sued Mai 08

A principios de la década de 1990, los planes para un túnel de transporte público a través del centro de Leipzig, que había existido durante décadas, se presentaron junto con los resultados de la nueva planificación en 1995. En 1996, el DB y la Tierra de Sajonia expresaron su apoyo al proyecto. En el mismo año, Sajonia y DB AG Company fundaron la empresa de planificación S-Bahn Tunnel Leipzig GmbH. Tras un análisis de costo-beneficio en 1998, se emitió una solicitud de planificación. En el año 2000 se concedió la aprobación de la planificación. 

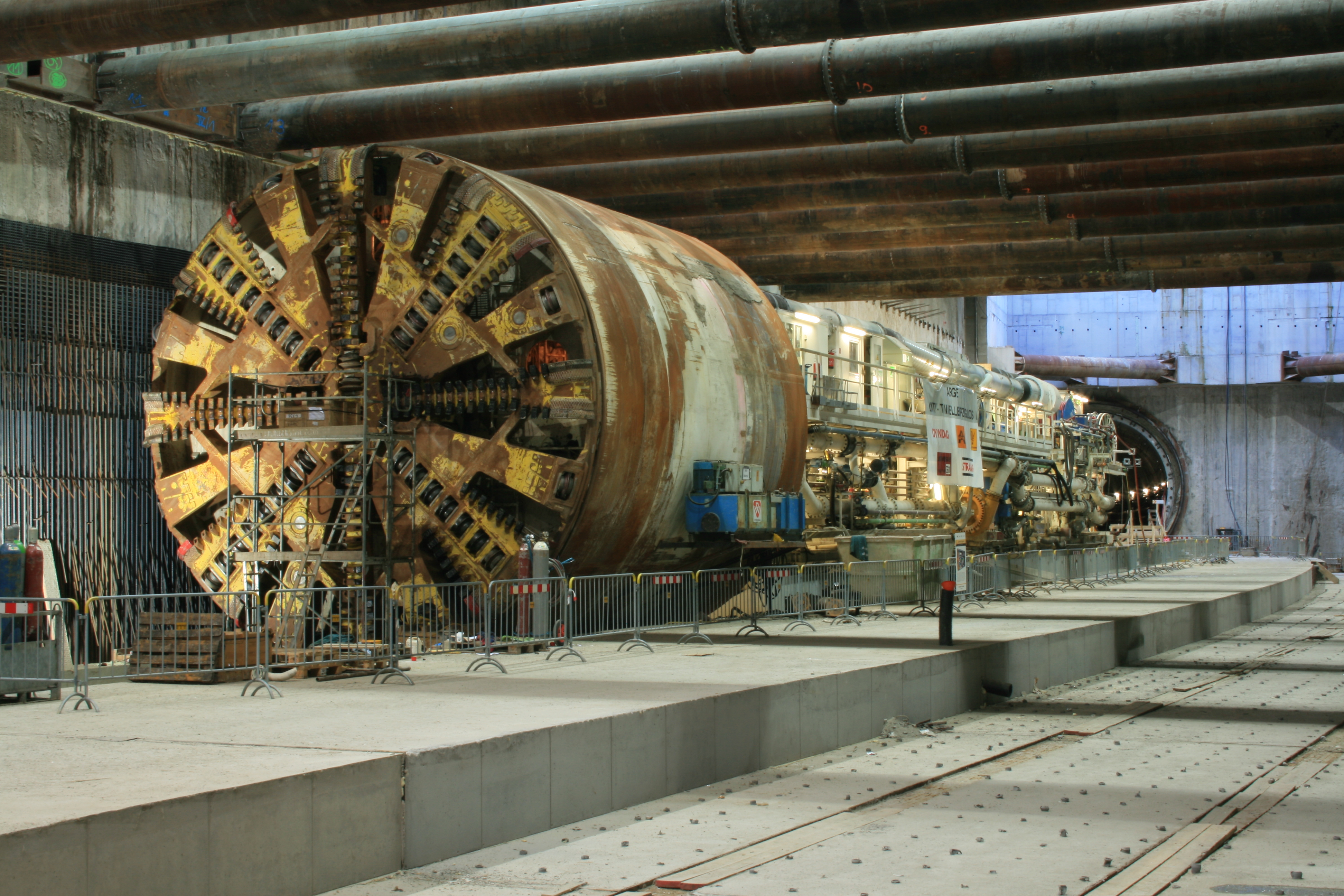
TBM City-Tunnel Leipzig - S326

En el otoño de 2001, Saxony invitó a DB a ser el propietario del proyecto City Tunnel. Por lo tanto, se esperaba que la compañía construyera el túnel por su propio riesgo financiero. Después de la finalización de un acuerdo de financiamiento en la primavera de 2002 , se realizó la invitación a los subcontratos de los edificios individuales.
El 9 de julio de 2003, la construcción comenzó con el inicio oficial de la construcción. Al inicio del proceso de construcción, se planeaba que el túnel estuviera en funcionamiento a fines de 2009. Las actividades iniciales consistieron principalmente en investigaciones terrestres y la reubicación de servicios. La construcción de las estaciones de metro comenzó a principios de 2005.

## Horario de funcionamiento
Se planificó que cada hora y en cada dirección habría hasta diez S-Bahn, dos trenes regionales y uno expreso (a partir de julio de 2007).
La nueva red S-Bahn (operativa desde diciembre de 2013) se describe a continuación:
| Líneas | Rutas |
| ------ | --- |
| S 1    | Leipzig Miltitzer Allee – Leipzig-Leutzsch – Leipzig-Gohlis – City Tunnel – Leipzig-Stötteritz – Wurzen – Oschatz - Riesa      |
| S 1    | Leipzig Messe – City Tunnel – Leipzig-Stötteritz (supplementary line)                                                          |
| S 2    | Bitterfeld – Delitzsch – Leipzig Messe – City Tunnel – Leipzig-Connewitz – Markkleeberg – Markkleeberg-Gaschwitz               |
| S 3    | Halle (Saale) – Schkeuditz – Leipzig-Gohlis – City Tunnel – Leipzig-Stötteritz                                                 |
| S 4    | Hoyerswerda – Torgau – Eilenburg – Taucha – Leipzig-Mockau – City Tunnel – Leipzig-Connewitz – Markkleeberg – Borna – Geithain |
| S 5    | Leipzig/Halle Airport – Leipzig Messe – City Tunnel – Leipzig-Connewitz – Markkleeberg – Altenburg – Zwickau                   |
| S 5X   | Halle (Saale) – Leipzig/Halle Airport – Leipzig Messe – City Tunnel – Leipzig-Connewitz – Markkleeberg – Altenburg – Zwickau   |